# 下厄布拉恩
下厄布拉恩是奥地利施蒂利亚州利岑县的一个市镇。总面积20.95平方公里，总人口560人，人口密度26.7人/平方公里（2005年）。